# Roana
Die Gemeinde Roana (zimbrisch: Robaan oder Rowaan, deutsch veraltet: Rain oder Rovan) ist eine Streusiedlung mit 4152 Einwohnern (Stand 31. Dezember 2023) auf der Hochfläche von Asiago in der Provinz Vicenza in Nordostitalien. Sie gehört zu der deutschen Sprachinsel  der Sieben Gemeinden.

## Die Sprachinsel
Gemäß einer Untersuchung von 2012 gibt es in der Fraktion Mitteballe (= Mittewald) noch einige wenige Sprecher, die das Zimbrische vor allem in Erinnerungskontexten verwenden.
Im zimbrischen Dialekt heißt die Gemeinde Robaan  oder Rowaan. Die Fraktionen haben neben den italienischen auch deutsche Namen: Camporovere (zimbrisch Kamparübe), Canove (Roan), Cesuna (Ka-Sune), Mezzaselva (Mittebald/Toballe), Roana (Robaan) und Treschè Conca. Obwohl Roana der Hauptort der Gemeinde ist, liegt der Gemeindesitz in der Fraktion Canove.

## Geschichte
Im Ersten Weltkrieg verlief die Front zwischen Österreich und Italien ganz in der Nähe. Nach dieser Zeit ging die Einwohnerzahl des Hauptortes von vorher fast 8000 bis zum Anfang der 1980er Jahre ständig zurück.

## Kultur
Seit den 2000er-Jahren ist das Interesse an der zimbrisch-deutschen Tradition wieder lebendig geworden. Seit 2006 gibt es die Hoga Zait („Hohe Zeit“), ein Fest, das der zimbrischen Kultur gewidmet ist. Im Jahr 2007 wurde ein Büro eröffnet, das sich mit der zimbrischen Sprache und Kultur beschäftigt.

## Sehenswürdigkeiten
Die hohe Steinbrücke von Roana (ponte di Roana) wurde um 1906 unter großen technischen Schwierigkeiten erbaut, im Zweiten Weltkrieg zerstört und dann wieder aufgebaut. Der kleine künstliche See im Ortsteil Spilleck zieht Badegäste an, seit er als Badesee ausgebaut wurde.

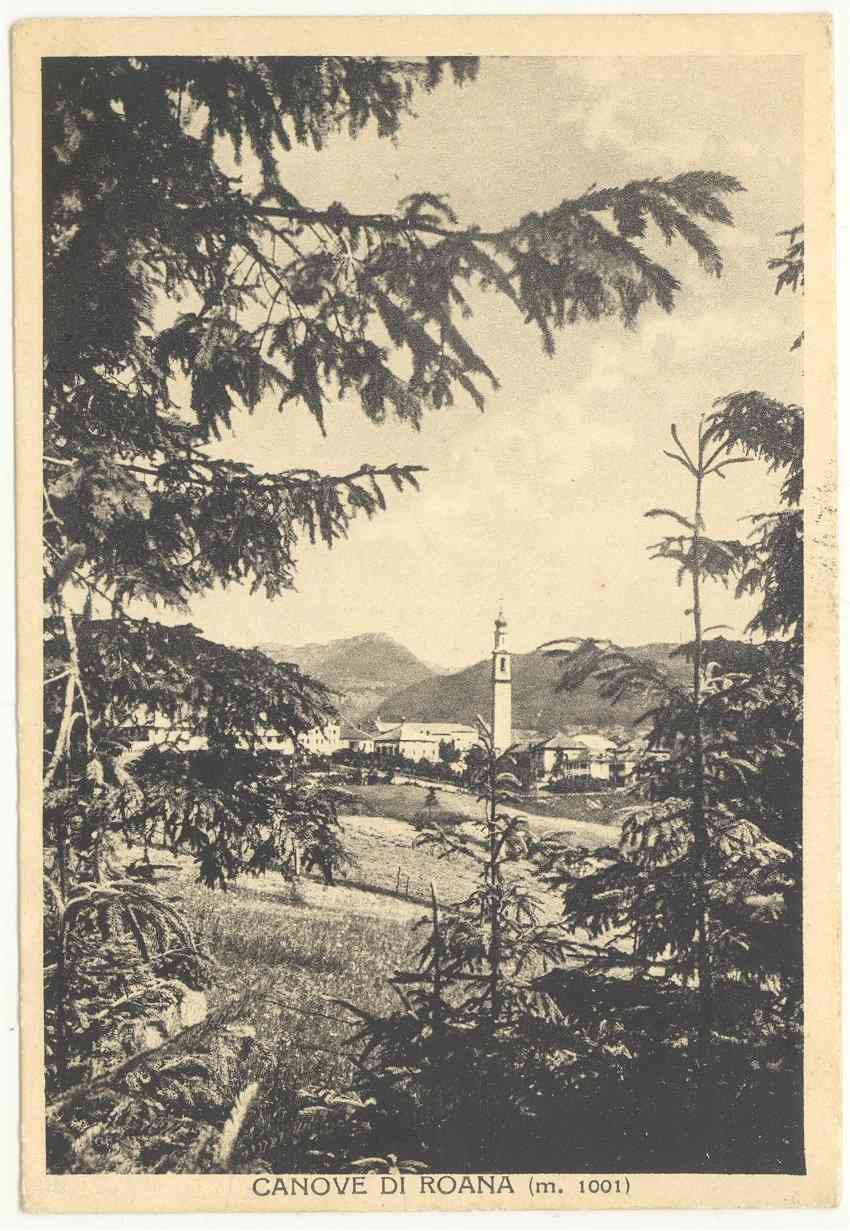
Der Ortsteil Canove in Roana

## Persönlichkeiten
- Benito Gramola, Historiker und Schriftsteller
- Loris Vellar (* 1950), Eisschnellläufer
- Floriano Martello (* 1952), Eisschnellläufer
- Enrico Fabris (* 1981), Eisschnellläufer

## Gemeindepartnerschaften
- Velden bei Landshut, Bayern
- Poiana Maggiore, Provinz Vicenza

## Nachweise
1. ↑  Bilancio demografico e popolazione residente per sesso al 31 dicembre 2023. ISTAT. (Bevölkerungsstatistiken des Istituto Nazionale di Statistica, Stand 31. Dezember 2023).
2. ↑  Mehrere Autoren: Dizionario di toponomastica. Storia e significato dei nomi geografici italiani. Garzanti, Milano 1996, S. 542.
3. ↑  Stefan Rabanus: Sprachkontakt an der „Brenner-Linie“. Präartikel, Partitivpronomen und Subjektpronomen in romanischen und germanisch-deutschen Varietäten. In: Michael Elmentaler, Markus Hundt, Jürgen Erich Schmidt: Deutsche Dialekte. Konzepte, Probleme, Handlungsfelder. Akten des 4. Kongresses der Internationalen Gesellschaft für die Dialektologie des Deutschen (IGDD) (= Zeitschrift für Dialektologie und Linguistik. Beihefte. Band 158). Steiner, Stuttgart 2015, S. 415–433.